# Conistra archaia
Conistra archaia là một loài bướm đêm trong họ Noctuidae.